# Люк (притока Іжа)
Люк (рос. Люк) — річка в Удмуртії, Росія, права притока річки Іж. Протікає територією Зав'яловського району.
Річка починається за 2 км на південний захід від села Азіно, на кордоні з Увинським районом. Протікає спочатку на південний схід, біля села Верхній Люк повертає на північний схід; після села Новий Сентег знову повертає на південний схід, нижня течія спрямована на північний схід. Впадає до Іжа на території міста Іжевськ. Береги заліснені, крім верхньої течії, заболочені окремими ділянками на всьому протязі. По руслу створено багато ставків. Приймає багато приток, найбільші з яких ліві Шурвайка, Кіяїк та Сентег.
Над річкою розташовані такі населені пункти — Верхній Люк, Люк, Новий Сентег, Майський.